# Wolfchant
Wolfchant ist eine 2003 im niederbayrischen Sankt Oswald gegründete Pagan-Metal-Band.

## Bandgeschichte
Wolfchant wurde im August 2003 von Mario „Lokhi“ Möginger, dessen Bruder Gaahnt, und den Gebrüdern Mario „Skaahl“ und Daniel „Norgahd“ Liebl im niederbayrischen St. Oswald gegründet. Das erste Demo, The Fangs of the Southern Death wurde zum Jahreswechsel 2003/2004 aufgenommen und im Frühjahr 2004 veröffentlicht. Das zweite Demo The Herjan Trilogy folgte im Herbst 2004. Beide Demos wurden selbstfinanziert in den Southern Deathcult Studios aufgenommen und in Eigenregie veröffentlicht.
Im Mai 2005 stieg Derrmorh als zweiter Gitarrist in die Band ein. Gaahnt übernahm den E-Bass von Lokhi, der sich seitdem nur noch auf den Gesang konzentriert. Die Aufnahmen zum ersten Studioalbum, Bloody Tales of Disgraced Lands, begannen im Januar 2005 und dauerten bis Juli desselben Jahres. Im August 2005 schloss die Band einen Plattenvertrag mit dem Label CCP Records ab, über welches am 25. November 2005 das Album veröffentlicht wurde.
Die Aufnahmen zum zweiten Album fanden im Dezember 2006 statt. Im Februar 2007 trennte sich die Band in gegenseitigem Einvernehmen von ihrem Bassisten Gaahnt, der aus beruflichen Gründen aus der Band ausstieg. Nattulv von Festung Nebelburg sollte Gaahnt für ein paar Live-Auftritte vertreten, wurde letztlich aber ein vollwertiges Mitglied von Wolfchant. Am 6. April 2007 wurde das im Dezember zuvor aufgenommene Album mit dem Namen A Pagan Storm veröffentlicht.
Im Mai 2008 verließ Nattulv die Band aus beruflichen Gründen und Bahznar übernahm daraufhin den Posten des Bassisten. Anfang 2009 beendete die Band die Zusammenarbeit mit CCP Records, da der Vertrag über drei Studioalben ausgelaufen war, und wurde von Massacre Records unter Vertrag genommen. Unter diesem Label ist am 24. April 2009 das dritte Studioalbum Determined Damnation erschienen.
Anfang August 2010 verließ Derrmorh die Band, um ein Auslandssemester seines Studiums in den USA zu absolvieren. Neues Mitglied ist nun Ragnar, der den Posten des Gitarristen eingenommen hat. Die Rückkehr Derrmorhs zur Band ist nicht geplant. Ende Oktober 2010 stieg der ehemalige Gastsänger Michael „Nortwin“ Seifert bei der Band als zweiter Sänger und vollwertiges Bandmitglied ein. Nach wie vor übernimmt Lokhi den gutturalen Gesang, Seifert singt hingegen klar.
Das vierte Studioalbum, Call of the Black Winds, erschien am 25. Februar 2011 über Massacre Records. Am 30. Mai 2011 gab die Band bekannt, sich aus internen Gründen „mit sofortiger Wirkung“ von Bassist Bahznar zu trennen. Bis ein Ersatz gefunden ist, fungiert „Sarolv“ bei der Band als Sessionbassist.
2013 veröffentlichten sie ihr fünftes Album Embraced by Fire. Zusammen mit Alestorm, Arkona, Ex Deo, Thyrfing, Bornholm, Kalmah, und Varg gingen sie 2013 auch auf die Paganfest Europatour.
Im August 2014 trennten sich Wolfchant von Gitarrist Ragnar, Keyboarder Gvern und Bassist Sarolv.
Bereits im April 2015 wurden mit Gorthrim (Gitarre) und Sertorius (Bass) zwei neue Musiker gefunden und Wolfchant waren wieder komplett.
Die Stelle am Keyboard wird nicht mehr besetzt.
Im Oktober 2015 gab die Band bekannt, die Aufnahmen zum neuen Album Bloodwinter abgeschlossen zu haben, welches 2017 erschien.
Im Oktober 2018 gab die Band über Facebook bekannt eine Pause einzulegen.
Im April 2021 veröffentlichten Wolfchant ihr siebtes Album Omega : Bestia.

## Stil
Anfangs spielte Wolfchant stark death-metal-beeinflussten Pagan Metal. Im Lauf der Zeit hielten jedoch verstärkt Folk-Instrumente und -Melodien Einzug in die Kompositionen der Band. So findet man ab A Pagan Storm vermehrt chorale Passagen und auch Instrumente wie Maultrommel, Dudelsack und Keyboard.
Die Texte der älteren Lieder beschäftigen sich überwiegend mit der nordischen Mythologie, deren Sagen und Geschichten. Eine erste Änderung der Thematik konnte man bei Determined Damnation ausmachen, bei dem es hauptsächlich um die Manipulationen seitens der Kirche und der Medien geht. Insbesondere auf Call of the Black Winds werden auch verstärkt naturbezogene Themen wie ihre zunehmende Zerstörung durch den Menschen bis hin zur Naturmystik aufgegriffen. In diesem Zusammenhang steht auch der Albumtitel, der nicht wörtlich übersetzt werden sollte, sondern vielmehr als „Ruf der dunklen Winde, der zerstörerischen Winde“ gedeutet werden kann. Die Texte sind teils auf Englisch, teils auf Deutsch verfasst.

## Diskografie

### Studioalben
- 2005: Bloody Tales of Disgraced Lands (CCP Records)
- 2007: A Pagan Storm (CCP Records)
- 2009: Determined Damnation (Massacre Records)
- 2011: Call of the Black Winds (Massacre Records/Soulfood)
- 2013: Embraced by Fire (NoiseArt Records)
- 2017: Bloodwinter (Wolf Metal Records/Edel SE)
- 2021: Omega : Bestia (Reaper Entertainment)
- 2024: A Pagan Storm – Re-Recorded (Reaper Entertainment)

### Demos
- 2004: The Fangs of the Southern Death
- 2004: The Herjan Trilogy